# Босе (Мен и Лоара)
Босе (фр. Bocé) насеље је и општина у западној Француској у региону Лоара, у департману Мен и Лоара која припада префектури Сомир.
По подацима из 2011. године у општини је живело 609 становника, а густина насељености је износила 38,04 становника/km². Општина се простире на површини од 16,01 km². Налази се на средњој надморској висини од 52 метара (максималној 97 m, а минималној 39 m).

## Демографија
| 1962. | 1968. | 1975. | 1982. | 1990. | 1999. | 2011. |
| ----- | ----- | ----- | ----- | ----- | ----- | ----- |
| 493   | 520   | 478   | 492   | 480   | 501   | 609   |

График промене броја становника у току последњих година